# Награда академије Иво Андрић
Награда „Академије Иво Андрић" се додељује за животно дело. Основана је 19.04.2001. године у Београду под окриљем Удружења Књижевника Србије. 
Оснивач и председник академије је познати писац Радомир Смиљанић. 

#### Оснивачи
Радомир Смиљанић, академици: Добрица Ћосић, Никша Стипчевић, Драгољуб Недељковић, Василије Крестић, Здравко Велимировић (САНУ), и Др. Зоран Глушчевић, Слободан Ракитић, Предраг Богданивић Ци, Бранислав Бојић, Драгољуб Стојадиновић, Слободан Филимоновић, Вукица Ђурђевац Грујић, Удружење Књижевника Србије и Министарство културе и медија Републике Србије.

## Добитници
Досадашњи добитници награде "Иво Андрић" су:
- 2004 - Емир Кустурица, редитељ
- 2005 - Љубиша Самарџић, глумац и редитељ
- 2009 - Радмила Ђукелић, српска песникиња
- 2013 - Мирослав Димитријевић, књижевник и историограф, за животно дело
- 2018 - Бора Ђорђевић,музичар и песник